# Lancia titana
Lancia titana là một loài bướm đêm trong họ Crambidae.